# Adelpha nea
Adelpha nea, a irmã Nea, é uma borboleta da família Nymphalidae. Ela foi descrita por William Chapman Hewitson , em 1847. Encontra-se desde o sudeste do México, Belize e Costa Rica até a Venezuela e sul do Peru, Guianas e Amazônica do Brasil.
As larvas alimentam em espécies Miconia .

## Subespecies
- Adelpha nea nea (Costa Rica, Venezuela, Peru, Guianas, Amazônia, Brasil)
- Adelpha nea sentia Godman & Salvin, [1884] (sul-leste do México, Belize)